# ヌナブト時間
|  | 標準時       | 夏時間       |              |
|  | ------------ | ------------ | ------------ |
|  | UTC-5        | UTC-4        | 東部標準時   |
|  | UTC-5 (通年) | UTC-5 (通年) | 東部標準時   |
|  | UTC-6        | UTC-5        | 中部標準時   |
|  | UTC-6 (通年) | UTC-6 (通年) | 中部標準時   |
|  | UTC-7        | UTC-6        | 山岳部標準時 |

カナダのヌナブト準州では3つの標準時が使用されている。使用されている標準時を以下に示す。

## 時間帯

### 山岳部標準時
- 山岳部標準時 - MST（UTC-7）
  - 西経102度以西の地域
  - キティクメオト地域全域

### 中部標準時
- 中部標準時 - CST（UTC-6）
  - 西経85度から西経102度の間の地域（サウサンプトン島を除く）
    - レゾリュート
    - リパルス・ベイ
    - ベーカー・レーク（英語版）
    - ハドソン湾西海岸

### 東部標準時
- 東部標準時 - EST（UTC-5）
  - 西経85度以東の地域
    - サニキルーアク（英語版）
    - ケープ・ドーセット（英語版）
    - ホール・ビーチ（英語版）
    - イグルーリク（英語版）
    - アークティック・ベイ（英語版）
    - グリスフィヨルド

  - サウサンプトン島全域（夏時間なし）

## 歴史
1999年にノースウエスト準州から分離する形でヌナブト準州が設立された時には、住民の経済活動などを考慮し準州内で統合された標準時を採用することが計画されていた。公聴会ではこの計画は支持されたものの、どの標準時を統一標準時として採用するかで意見の相違があった。準州政府は1999年10月31日より中部標準時を採用することを決定した。しかし、ヌナブト準州の東端に位置するイカルイトでは不満の声が上がった。これを受け、イカルイト市議会では東部標準時を維持する決定をした。
その後イカルイト市議会は一転、中部標準時を採用することを決定した。
1999年末および2000年の始めに上がった地域からの不満を受け準州政府は標準時を修正した。準州政府は東部標準時を採用し、夏時間を実施しないとした。この変更は2000年10月29日より有効となった。しかし、山岳部標準時のエリアに位置する州西部の多くの地域ではこの変更に不満を持ち、議論の末、2000年11月4日に中部標準時に戻すことが決定された。これと同時に、夏時間を採用したため、夏期には州内で時刻が同じになることとなった。
2001年4月に州内の標準時を統一することを断念し、3つの標準時を採用することが決定された。これはノースウエスト準州であった時代の標準時と同じものとであった。2000年10月の計画通り東部標準時を採用したのはサウサンプトン島だけであった。